# Voile aux Jeux paralympiques d'été de 2012
Navigation
Pékin 2008 Rio de Janeiro 2016
Les compétitions de voile aux Jeux paralympiques d'été de 2012 ont eu lieu du 1er août 2012  au 6 août 2012 à Weymouth et sur l'Île de Portland.
80 athlètes ont concouru sur trois classe de quillard différente : le  2.4mR, le SKUD 18, et le Sonar.
Les bateaux ont été préparées et lancées depuis les quais de l'académie de voile de Weymouth et Portland.
Les athlètes ont un large éventail de handicaps physiques, comprenant les maladies nerveuses dégénératives, la cécité, l'amputation et la polio.

## Les épreuves
Trois épreuves de voile ont eu lieu. Tous étaient des épreuves mixtes, ce qui signifie que les hommes et les femmes pouvaient concourir ensemble.
Les trois épreuves sont : quillard en solitaire, quillard deux équipiers et quillard trois équipiers. Chaque épreuves a son propre système de classification des handicaps pour construire un équipage.
- Quillard trois équipiers : chaque athlètes se voit attribuer un score entre 1 et 7 selon l'impact du handicap de l'athlète à effectuer des tâches sur le bateau. Plus le pointage est élevé, plus l'impact du handicap sur la capacité à naviguer est lourd. Le total des points des trois marins ne doit pas dépasser un maximum de 14 points.

- Quillard deux équipiers : L'équipage est constitué d'un athlète de la classe TPA (Two-Person format classification A) et un autre de la classe TPB (Two-Person format classification B). La classe TPA comprend les athlètes avec un handicap ayant un impact lourd sur leur capacité à naviguer. La classe TPB comprend ceux avec  une déficience ayant une moindre incidence sur leur capacité à naviguer. L'équipage doit inclure une femme.

- Quillard en solitaire : l'athlète doit satisfaire le critère minimale d'admissibilité pour le sport[2].

## Résultats
| Épreuves                          | Or                                                    | Argent                                            | Bronze                                                             |
| --------------------------------- | ----------------------------------------------------- | ------------------------------------------------- | ------------------------------------------------------------------ |
| Quillard en solitaire - 2.4mR     | Helena Lucas (GBR)                                    | Heiko Kroeger (GER)                               | Thierry Schmitter (NED)                                            |
| Quillard deux équipiers - SKUD 18 | Australie Dan Fitzgibbon Liesl Tesch                  | États-Unis Jean-Paul Creignou Jennifer French     | Grande-Bretagne Alexandra Rickham Niki Birrell                     |
| Quillard trois équipiers - Sonar  | Pays-Bas Mischa Rossen Marcel van de Veen Udo Hessels | Allemagne Jens Kroker Robert Prem Siegmund Mainka | Norvège Aleksander Wang-Hansen Marie Solberg Per Eugen Kristiansen |

## Tableau des médailles
| Rang  | Nation          | Or | Argent | Bronze | Total |
| ----- | --------------- | -- | ------ | ------ | ----- |
| 1     | Grande-Bretagne | 1  | 0      | 1      | 2     |
| 1     | Pays-Bas        | 1  | 0      | 1      | 2     |
| 3     | Australie       | 1  | 0      | 0      | 1     |
| 4     | Allemagne       | 0  | 2      | 0      | 2     |
| 5     | États-Unis      | 0  | 1      | 0      | 1     |
| 6     | Norvège         | 0  | 0      | 1      | 1     |
| Total | Total           | 3  | 3      | 3      | 9     |